# Megalofrea bioculata
Megalofrea bioculata là một loài bọ cánh cứng trong họ Cerambycidae.